# Liste der Monuments historiques in Orly
Die Liste der Monuments historiques in Orly führt die Monuments historiques in der französischen Stadt Orly auf.

## Liste der Bauwerke
| Bezeichnung                | Beschreibung | Standort               | Kennzeichnung | Schutzstatus | Datum | Bild           |
| -------------------------- | ------------ | ---------------------- | ------------- | ------------ | ----- | -------------- |
| Kirche St-Germain-de-Paris |              | Rue de la Croix (Lage) | PA00079896    | Classé       | 1996  | weitere Bilder |

## Liste der Objekte
- Monuments historiques (Objekte) in Orly in der Base Palissy des französischen Kultusministeriums